# Fraeylemamolen
De Fraeylemamolen is een van de drie watermolens aan de Groenedijk in Slochteren.

## Geschiedenis
De molen werd in 1786 gebouwd voor de bemaling van de 'Groote Oosterpolder', in opdracht van Hendrik de Sandra Veldtman, heer van Slochteren en bewoner van de Fraeylemaborg. Door de storm van 9/10 november 1969 woei de gehele molen om en brak de gietijzeren bovenas. In het kader van de ruilverkaveling Slochteren werd een herstelplan voor de molen uitgevoerd en kon de molen in 1974 weer voor de bemaling in gebruik worden genomen. De bovenas is afkomstig van de in 1969 gesloopte molen van de Besheerpolder in Lutjegast, gem. Grootegast.
- In januari 2004 is de molen door de Fa. Molema voorzien van een nieuw bovenwiel en is de vang gerepareerd en opnieuw afgesteld.

## Benaming
De officiële naam van de molen is Fraeylemamolen. Ook staat de molen bekend onder de bijnamen Meneersmeulen of Lutje Molen.

## Versiering
Eenvoudige baard, wit geverfd, rood afgebiesd, met het opschrift "Fraeylemamolen"

## Eigenaar
Sinds 1969 is de molen eigendom van de Slochter Molenstichting .